# Zig et Sharko
Pour les articles homonymes, voir Zig.
Les Aventures de Bernie
Zig et Sharko ou La sirène, la hyène et le requin, est une série télévisée d'animation française réalisée et créée par Olivier Jean-Marie et produite par Marc Du Pontavice. Elle est développée aux studios d'animation Xilam, producteur Marc Du Pontavice connus pour leurs séries d'animation notables telles que Les Zinzins de l'espace et Oggy et les Cafards. La série est initialement diffusée depuis le 20 décembre 2010 sur la chaîne télévisée Canal+. Par la suite, elle est diffusée sur Canal+ Family, TF1, Canal J puis Gulli. La série compte deux saisons de 78 épisodes ; une troisième saison est diffusée à partir du 2 septembre 2019 sur Gulli.
Il existe une série dérivée sur Les aventures de Bernie dont 30 épisodes de 3 minutes sont sortis le 26 novembre 2021.
Une quatrième saison est diffusée le 6 novembre 2023 sur Gulli.

## Synopsis
La série suit Zig, une hyène mâle anthropomorphe famélique vivant sur une île déserte,,. Durant toute la série, Zig tente de trouver des idées novatrices dans le but de dévorer Marina, une belle sirène vivant sur un rocher localisé au large et vivant dans une maison dans la saison 2 avec Sharko et sur un bateau durant la saison 3 et 4 avec Zig, Bernie et Sharko parfois sur l'île durant la saison 4. Elle est caractérielle, un peu naïve et égocentrique. La demoiselle est habituellement accompagnée de Sharko, un requin anthropomorphe fan de tennis de table et toujours prêt à montrer ses muscles, apparaissant être à la fois son fiancé et protecteur. En raison de sa faim et de l'approvisionnement limité en nourriture sur l'île, Zig désire manger Marina et est souvent disposé à profiter de sa nature naïve. Mais il est stoppé par Sharko. Ses stratagèmes pour croquer la sirène finissent toujours par échouer ou se retourner contre lui.

### Personnages principaux
- Marina : est une sirène très douce et enfantine. Elle est la meilleure amie de Sharko, qui joue également le rôle de garde du corps de Marina contre Zig. Zig chasse constamment Marina, mais elle semble parfaitement inconsciente de ses intentions et est amicale quand elle le voit. Bien que normalement douce, Marina peut être égoïste et jalouse. Elle est également montrée pour avoir un sale caractère et, est même parfois autoritaire dans certains cas.

Au fil des épisodes de la saison 3 & 4, elle parvient à embrasser Sharko, (ce qui le rend heureux y compris elle) par accident dans une mise en scène. On peut dire qu'ils sont officiellement ensemble.
- Zig : une hyène ; astucieux et manipulateur, il trouve toujours une idée pour tenter de l'attraper ou de se débarrasser de Sharko mais il ne peut accéder à son but car Sharko, la malchance ou parfois les deux, font échouer chacune de ses tentatives. Curieusement, Zig coopère occasionnellement avec Sharko pour protéger Marina contre le danger (quand ce danger n'est pas lui-même). Lorsqu'il n'est pas occupé par la sirène, Zig se nourrit de noix de coco et de bananes.

De temps en temps, lorsque Zig fait une tâche complètement neutre, Sharko l'attaque sans aucune raison, ce qui prouve qu'il a un bon fond malgré ses envies de manger Marina.
- Sharko : un requin surprotecteur avec Marina et qui devient souvent très jaloux lorsque d'autres personnes la courtisent. Ce comportement semble énerver la sirène, qui n'en fait qu'à sa tête. Il est très sérieux quand il s'agit de lutter contre les menaces qui pèsent sur sa vie, comme Zig et son compagnon Bernie. C'est une personne très consentante, faisant souvent ce que Marina souhaite pour la garder heureuse, même s'il réalise parfois que les désirs de Marina peuvent avoir de graves conséquences. Il a aussi une obsession pour le tennis de table, allant même jusqu'à abandonner Marina pour y jouer. Sharko a une force exceptionnelle. Il est capable de soulever de gros objets et a même déplacé l'île entière à une occasion. Le seul personnage à surpasser sa force est la hyène garou. Malgré sa haine pour les manœuvres de Zig, il est révélé qu'il devient très solitaire et triste sans Zig dans l'épisode Retour au pays. Il était autrefois le meilleur ami de Zig.
- Bernie : Bernie est un bernard-l'hermite intellectuel étonnamment doué en bricolage, c'est le fidèle compagnon et également l'allié de Zig dans le but de capturer Marina[3]. Il est prêt à tout pour aider Zig dans sa mission. Cela ne l'empêche pas de se reposer quand Zig part à la chasse. Toutefois, Bernie, de par son ingéniosité et son intelligence vive, se révèle être une aide vitale pour Zig. Bernie est également l'ancien animal de compagnie de Marina. Le personnage possède sa propre série dérivée : Les Aventures de Bernie. La série dérivée se déroule après les événements de la troisième saison de Zig et Sharko. Bernie revient dans la quatrième saison de la série originale.

## Personnages secondaires
- Le roi Neptune (saison 1) : est le dieu de la mer. Il a sa propre cour, il possède une armée d'orgues, un domestique homard et parfois un serveur poulpe. Bien qu'il soit assez fort, la principale source de son pouvoir est son trident avec lequel il peut électrocuter ou paralyser ses ennemis. Le code PIN de son trident est 1. Neptune est également amoureux de Marina, mais celle-ci refuse systématiquement ses avances. Zig et Sharko doivent souvent s'allier contre lui.
- La pieuvre rose : est le meilleur ami de Sharko et de Marina, et l'adversaire de Sharko au ping-pong. Il enchaîne différents métiers. On le voit souvent avec Sharko et Marina. C'est le personnage secondaire qui apparaît le plus souvent. Il fait ses débuts dans l'épisode Au sec (aussi appelé Sécheresse de l'île du désert)[3]. À partir de la saison 2, il arbore une couleur violette et devient amoureux de Zig.
- Barjo, le pilote de ligne : son avion s'est écrasé sur l'île et le traumatisme l'a rendu fou ; depuis, il vit dans son avion, qui est suspendu entre deux palmiers, avec Zig et Bernie, il est parfois associé au plan de ces deux derniers pour essayer de manger Marina. On peut le voir notamment quand il joue aux cartes avec Zig et Bernie.
- Poséidon (à partir de la saison 2) : le père musclé et surprotecteur de Marina, il lui rend parfois visite ou vient la sauver dans certains cas. C'est le dieu de la mer, il arrive toujours sur un trône sur une vague avec des dauphins, puis repart dans une vague en forme de camion ; son pouvoir vient de son trident.
- Hadès (saison 2 & 3) : est fou amoureux de Marina mais cette dernière le repousse à cause son apparence hideuse. Hadès est le dieu des enfers, il a le pouvoir de contrôler le feu et les morts. Zig et Sharko doivent souvent s'allier pour vaincre Hadès. Malgré ses pouvoirs, Hadès est maladroit, ce qui le conduit souvent à faire des erreurs.

## Fiche technique
- Titre : Zig et Sharko
- Création : Olivier Jean-Marie
- Réalisation : Olivier Jean-Marie (saison 1), Andres Fernandez (saison 2-3), Yani Ouabdesselam et Nicolas Bougard (saison 4)
- Scénario : Jean-Yves Raimbaud, Olivier Jean-Marie, Paul Nougha, Michel Gaudelette et Nicolas Gallet
- Direction artistique : Jean Journaux
- Décors : Jean Journaux
- Montage : Patrick Ducruet (saison 1-2), Amélie Degouys (saison 2-3), Romain Coudray, David Courtil, Martin Jay (saison 3),
- Musique : Fabien Nataf et Alain Mouysset (saison 1), Vincent Artaud (saison 2-4)
- Production : Marc du Pontavice
  - Production associée : Matthieu Gallian et Patrick Malka
  - Production déléguée : Marc du Pontavice
  - Production exécutive : Katell Lardeux et Claire Espagno
  - Coproduction : Paul Cadieux
- Société de production : Xilam
- Pays d'origine :  France
- Format : Couleur - 1,78:1 - son stéréo - HD (saison 1) - 4K (saisons 2-4)
- Genre : Série d'animation, comédie, aventure, slapstick
- Saisons : 4
- Épisodes : 579
- Durée : 7–15 minutes

## Développement
En 2008, le groupe télévisé Canal+ décide de développer neuf épisodes pilotes sur 135 projets d'animation reçus dont Zig et Sharko qu'il devrait diffuser en 2010 à la télévision,. Dès son développement, un budget compris entre 6 et 6,5 millions d'euros est attribué à la série. Cette dernière est initialement intitulée La sirène, la hyène et le requin, et il s'agit d'une coproduction entre les chaînes télévisées TF1 et Canal+ Family qui diffuseront par la suite cette série dès 2010. Le type d'animation est dans la veine des séries américaines de Tex Avery, Tom et Jerry,, et d'Oggy et les Cafards, cette dernière étant également produite par Marc du Pontavice.
Le développement de la série est effectué par les studios français Xilam connus pour d'autres séries à succès telles que Les Zinzins de l'espace et Oggy et les Cafards. La série est lancée sur Canal+ Family le 12 février 2011 dans l'émission Cartoon + chaque samedi à 19 h 40. Par la suite, Xilam produit une deuxième saison en 2013. Une troisième saison est diffusée sur Gulli à partir du 2 septembre 2019, u, puis une quatrième saison à partir du 6 novembre 2023.
Les personnages de Marina et du roi Neptune sont inspirés des deux personnages du dessin animé La Petite Sirène, respectivement Ariel et le roi Triton.
En mai 2024, juste après la fin de la quatrième saison, Xilam a annoncé la production d'un long-métrage sur Zig et Sharko dont la sortie est prévue pour 2026.

## Diffusion
La série fait ses débuts sur Canal+ Family le 21 décembre 2010  et est diffusée dans la case consacré à Cartoon +. La série est réalisée par Olivier Jean-Marie et la musique est composée par Fabien Nataf. Les principaux diffuseurs de la série incluent TF1 et Canal+ Family en France, Super RTL en Allemagne, Disney Channel Asia, Teletoon+ Polska en Pologne, Mediaset en Italie, et Nickelodeon en Inde. En Inde, la série est diffusée sur Nickelodeon India (en) en langue hindi et, contrairement à la version originale, les personnages ont été doublés, ; le doublage de Zig est effectué par Saif Ali Khan, celui de Sharko par Sunny Deol, et celui de Marina par Nandita Sharma,. La version indienne possède même un narrateur.
L'épisode intitulé Surprise Partie fait partie de la sélection officielle du Festival d'animation d'Annecy 2011 dans la catégorie Séries TV.
À la suite du succès de la saison 1, le dessin animé a eu le droit à une seconde saison auquel le scenario se passe sur l'île de Zig et Marina vivant dans un château de sable moderne crée par Sharko.
On se rend compte que Zig & Sharko se chamaillent un peu comme dans Oggy & les Cafards, Tom & Jerry…

## Les succès de la saison 1
Dès sa diffusion, la série a connu un succès en prenant la plus haute marche du podium des plus fortes audiences avec un pic à 40% le 28 décembre 2015 sur la chaîne Gulli.

## Saison 2
À la suite du succès de la saison 1, le dessin animé a eu le droit à une seconde saison qui se passe sur l'île de Zig et dans laquelle Marina va vivre dans un château de sable hindou crée par Sharko. Les personnages principaux, les décors et arrière-plan ont été redessinés à partir de la saison 2 pour moderniser le style visuel et mieux s’adapter aux nouveaux décors et outils d’animation. Zig découvre avec Bernie un avion en piteux état en compagnie de Barjo, un aviateur fou et déboussolé (il y a un épisode où il revient à ses esprits mais flanche comme dans son flash-back à cause d'une tasse de café posé sur le bouton arrêt).
Dans un épisode nommé "Le Jour Le Plus Long" au cours duquel Sharko voit Zig arriver en delta-plane et parvient à manger Marina, mais Hadès utilise une télécommande magique qui permet d'effectuer un retour dans le temps...

## Saison 3
Cette saison change de décor, Marina, Zig & Sharko vivent à présent sur un paquebot neuf.
Cette saison marque une relation plus profonde entre Marina et Sharko dans quelques épisodes.

## Saison 4
Cette saison fait apparaître des sandales magiques qui permettent à Marina d'avoir des jambes et des pieds humains, ce qui permet à Marina d'avoir une apparence humaine.
C'est une référence de la saison 1 de l'épisode 58 "Jeux de Jambes".